# Anton Leopold
Anton Leopold (* 13. Juni 1928 in Frankenau-Unterpullendorf (kroatisch: Frakanava-Dolnja Pulja, ungarisch: Frankó-Alsópulya, Romani: Telutni Pulja) Burgenland; † 8. Mai 2021 in Wien) war ein österreichischer Schriftsteller, Dichter und Schulbuchautor.

## Biografie
Anton Leopold, von seinen Eltern, dem Landwirt Paul (Pave) und Maria (geborene Kancz) auch „Tonči“ gerufen, wuchs als ältester Sohn mit seinen Brüdern Ladislaus (†), Franz, Viktor und Josko, und mit seiner Schwester Julianna - († "Julka")  in einem in ehemals Westungarn gegründeten Landwirtschaftsbetrieb nahe Ólmod und Kőszeg auf. Toni erkannte schon sehr früh seine Neigung für die Dichtung. Sein Vorbild war der Frankenauer Priester und Dichter Mate Meršić Miloradić.
Toni wurde nach seinem 16. Geburtstag zum Kriegsdienst nach Wiener Neustadt einberufen, wo im Jahr 1944 Luftangriffe auf Wiener Neustadt stattfanden. Während Toni an der Front in Wiener Neustadt teilnahm, erlebten seine Eltern das Kriegsende, als am 29. März 1945 um ca. 11:00 ein Stoßtrupp der Roten Armee im Raum Klostermarienberg – etwa 1 bis 2 Kilometer vom Bauernhof entfernt – erstmals auf österreichisches Gebiet (damals deutsches Reichsgebiet) vordrang. Tonči selbst erlebte das eigentliche Kriegsende (die Kapitulation der Deutschen Wehrmacht) bereits in seiner Heimat in Frankenau. Nach dem Krieg heiratete Toni 1958 in der Basilika Mariatrost die in Graz lebende "Käthe". Beide zogen nach Wien-Landstraße wo 1960 die Kinder Gabi und 1965 Michi geboren wurden.
Leopold arbeitete ab 1960 bis zu seiner Pensionierung im Jahr 1993 als Angestellter im Bundesdienst beim heutigen Bundesamt für Soziales und Behindertenwesen - Sozialministeriumservice (früher Bundessozialamt) in Wien. Er wirkte wie seit seiner Jugend als burgenländisch-kroatischer Schriftsteller und Fotograf. Er schuf neben einer handschriftlichen Sammlung von mehr als 2.000 Gedichten und Kurzgeschichten eine umfangreiche Sammlung an Fotos, vorwiegend aus dem Burgenland. Leopold veröffentlichte außerdem Anthologien und Schulbücher. Er war Mitglied des Österreichischen P.E.N.-Clubs und der Gesellschaft kroatischer Schriftsteller (Društvo hrvatskih književnika - Zagreb). Er wurde am Morgen des 8. Mai 2021 leblos in seinem Bett vorgefunden. Anton Leopold zählt zu den bekannten Vertretern der Burgenlandkroaten bzw. zu den Persönlichkeiten burgenlandkroatischer Herkunft wie Nikolaus Berlakovich, die Brüder Resetarits, Toni Stricker, Fred Sinowatz, Norbert Darabos und anderen...

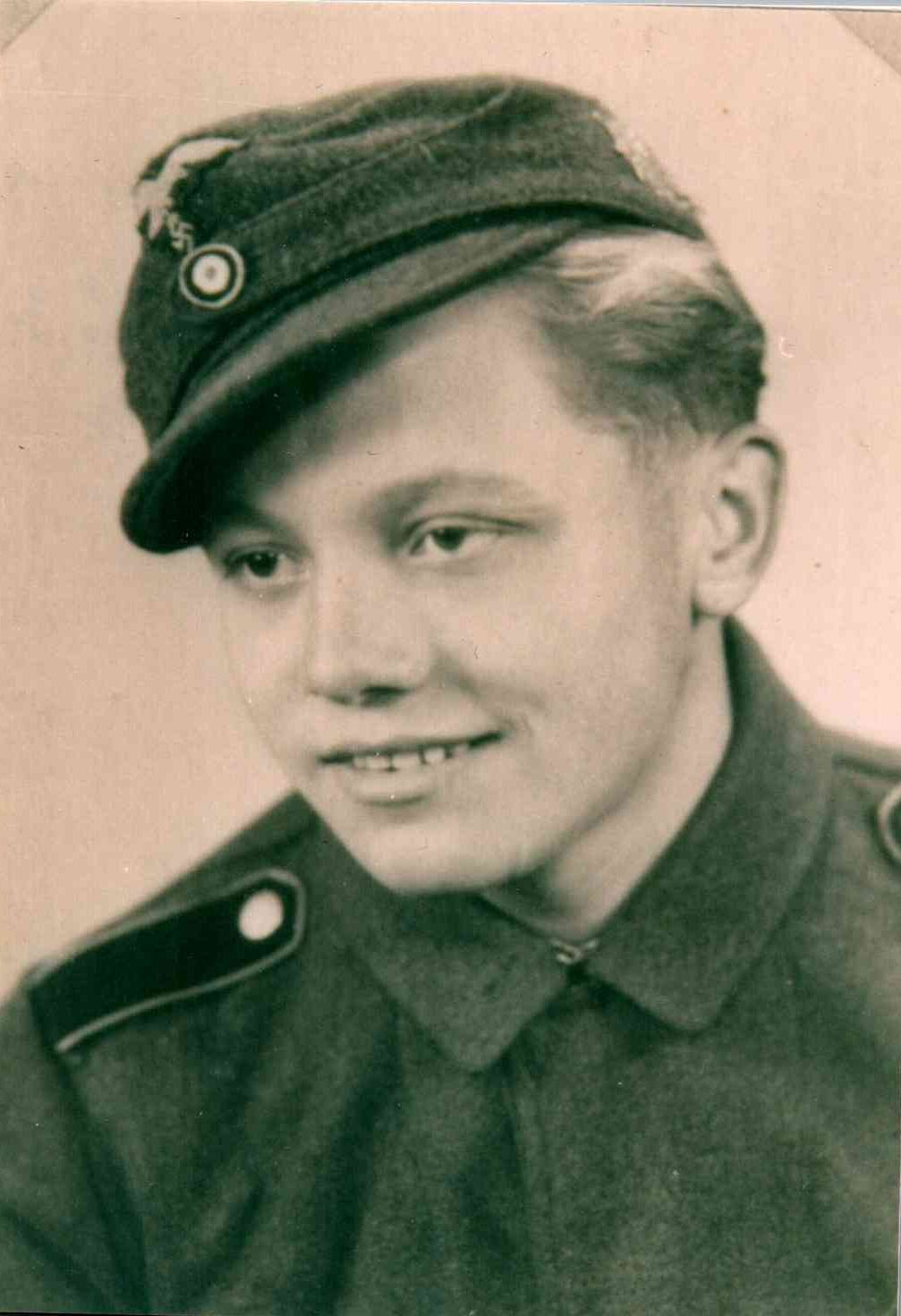
Anton Leopold, Wiener Neustadt im September 1944
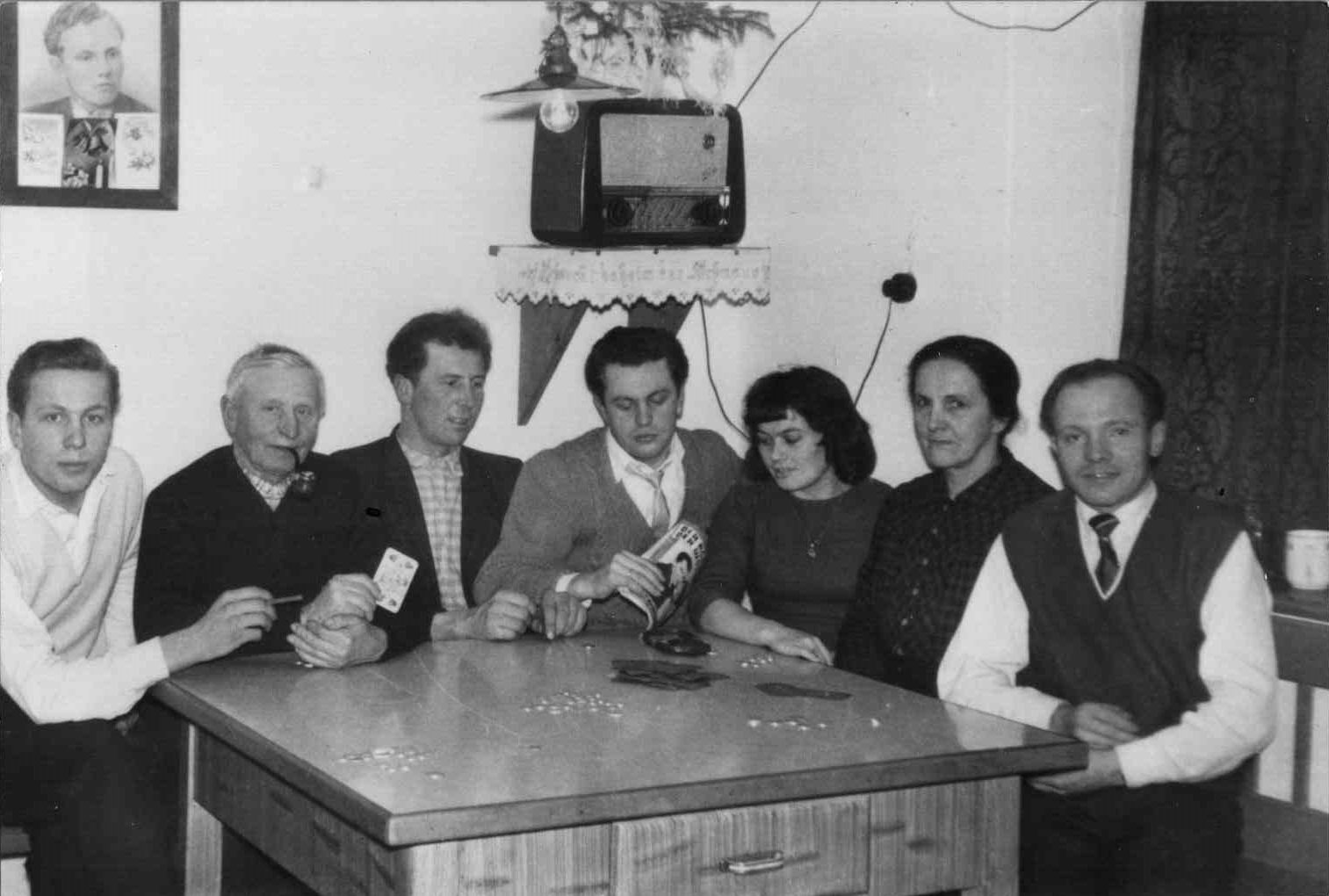
Familie Paul und Maria (Eltern, Brüder und Käthe) Leopold, Frankenau 1960
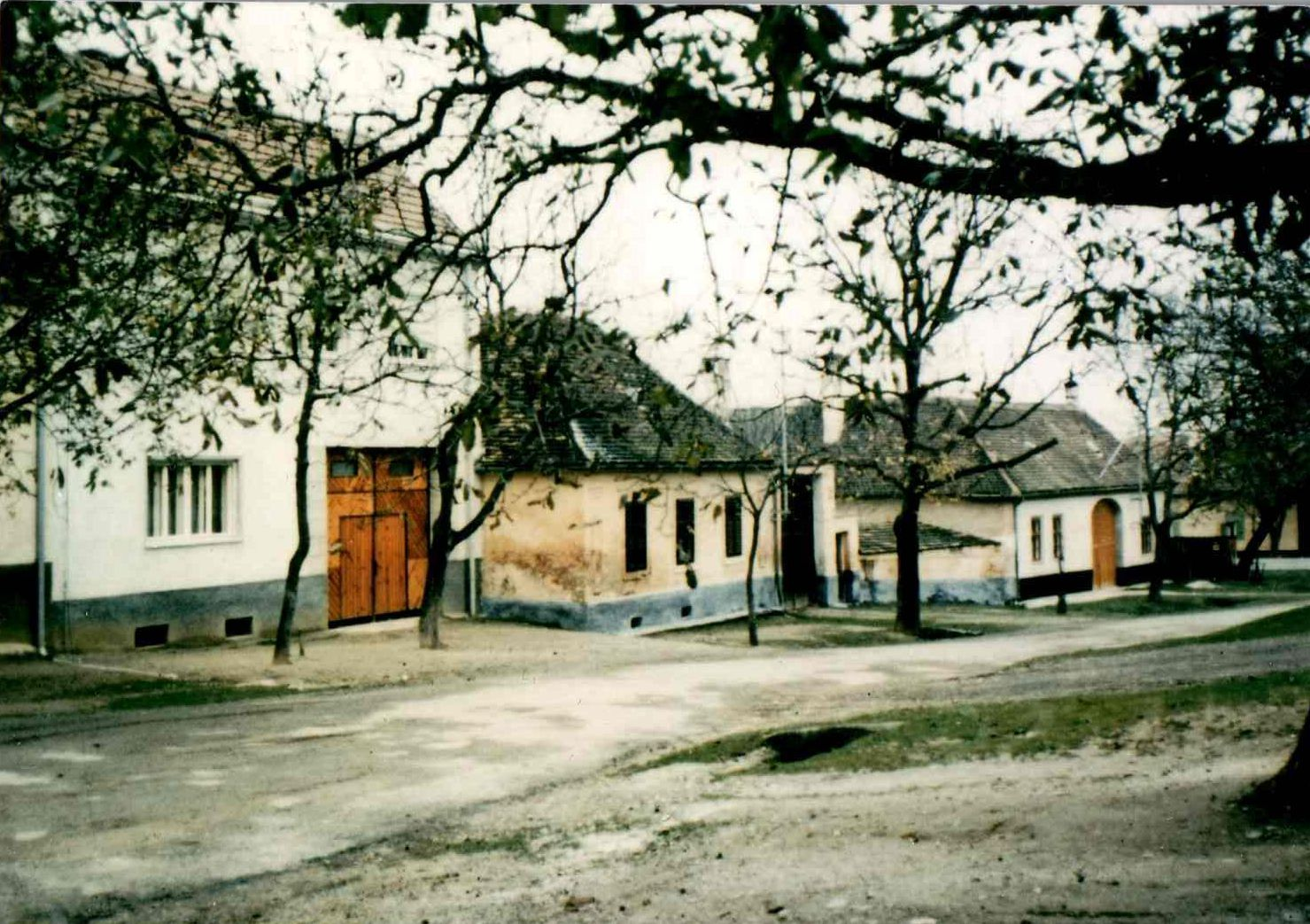
Frankenau, Altes Bauernhaus der Familie Leopold, ca. 1970 vor dem Neubau

## Auszeichnungen
- Theodor-Kery-Publizistik-Preis, 4. Juni 1982[5]
- Lorenz Karall Stiftung, 1992[4]
- Verdienstkreuz des Landes Burgenland, Schloss Esterhazy, Eisenstadt, Sonntag, 11. November 2001.
- Kulturpreis des Kroatischen Zentrums in Wien »Metron«, erstmals verliehen im Jahr 2008.

## Veröffentlichungen
- Cvijeće iz Gradišća (Blumen aus dem Burgenland), 1954
- Gradišćanski hrvatski gaj (Burgenländischkroatischer Hain), 1967
- Štorice i pjesme (Erzählungen und Gedichte), 1989[6]
- Hrvatske povidajke (Kroatische Geschichten) 1992
- Svitli kolobar (Der helle Kreis), 1995[7]
- Sunce domovine (Die Sonne der Heimat) 1996
- Pjesma je moj razgovor (Das Gedicht ist mein Gespräch), CD, 2009
- Ptici i slavuji - Hawks and nightingales., Herausgeber Peter Tyran, Wien: Verlag Braumüller 1983.